# GKNPC Chruničeva
GKNPC Chruničeva, celým názvem Státní kosmické vědeckovýrobní středisko M. V. Chruničeva (rusky FGUP ГКНПЦ имени М. В. Хруничева, Федеральное Государственное Унитарное Предприятие «Государственный космический научно-производственный центр имени М. В. Хруничева») je ruská společnost raketového a kosmického průmyslu. Základní produkcí firmy jsou rakety rodiny Proton a urychlovací bloky k nim. Od poloviny 90. let vyvíjí novou rodinu nosných raket Angara.
Společnost vznikla roku 1993 sloučením Závodu Chruničeva a Konstrukční kanceláře Saljut (KB Saljut).
Středisko nese jméno sovětského generálporučíka inženýrsko-technické služby Michaila Vasiljeviče Chruničeva (1901–1961), který působil na vysokých postech státního aparátu při organizaci průmyslu.

## Historie

### Předchůdci

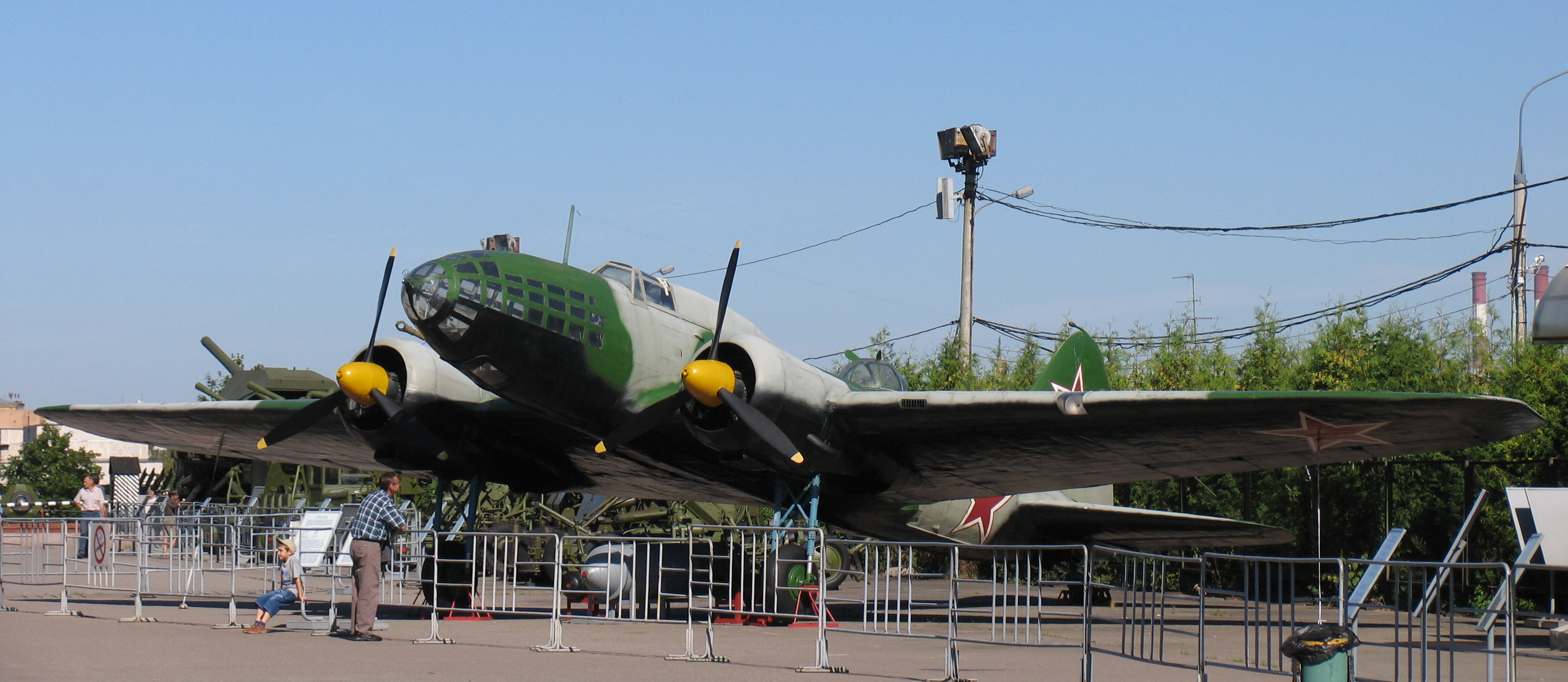
Bombardér Il-4

Závod Chruničeva v obci Fili (od roku 1935 část Moskvy) byl založen roku 1916 pod názvem „Druhý automobilový závod Russo-Balt“ (Второй автомобильный завод «Руссо-Балт»). První automobily vyjely z bran závodu roku 1922. Roku 1923 byl závod předán v třicetileté koncesi firmě Junkers, s cílem osvojit si výrobu celokovových letadel. Do roku 1925 bylo vyrobeno 50 letadel JU-20 a stovka Ju-21. Roku 1927 sovětská vláda dohodu s Junkersem vypověděla a továrna byla přejmenována na Letecký závod č. 22. Od poloviny dvacátých let byla zahájena výroba letadel konstruktéra Andreje Tupoleva, postupně letadla typu R-33 (ANT-3), TB-1 (ANT-4), TB-3 (ANT-6), R-6 (ANT-7), SB. Roku 1940 začala produkce bombardéru Pe-2. Na podzim 1941 byl závod evakuován na východ do Kazaně, od prosince 1941 ve Filách vznikl nový letecký závod č. 23. Za války podnik vyráběl různé typy bombardovacích letadel (Il-4, Tu-2). Po válce pokračovala výroba bombardérů, nyní reaktivních.
Roku 1951 byl závod včleněn do nově založené Zkušební konstrukční kanceláře č. 23 (OKB-23) v čele s V. M.  Mjasiščevem. Konstrukční kancelář měla za úkol vyvinout těžký strategický bombardér. Už po necelých dvou letech, v lednu 1953, letoun M-4 vzlétl. Od roku 1956 začala výroba modernizované verze letounu nazvané 3M. Paralelně od roku 1954 konstruktéři vyvíjeli mezikontinentální křídlatou raketu Buran, roku 1957 byl projekt zrušen.
Od roku 1958 OKB-23 spolupracovala s OKB-52 Vladimira Čelomeje na vývoji balistických raket. Tato spolupráce vyústila roku 1960 ve včlenění OKB-23 do OKB-52 pod názvem Filiálka č. 1. V letech 1960 – 1961 závod vyráběl vrtulníky Mi-6.
Své nové pobočce Čeloměj předal výrobu rakety UR-200 a od roku 1962 mezikontinentální balistické střely UR-100 (ve výzbroji od roku 1967) a konstrukci UR-500. První start UR-500 s družicí Proton proběhl 16. července 1965. Záhy se jméno vynášené družice přeneslo i na raketu. Proton, s nosností přes 20 tun na nízkou oběžnou dráhu, zůstal na další desetiletí základem produkce závodu. Od roku 1967 se Filiálka č. 1 věnovala vývoji lodi TKS (kromě návratového modulu). Závod Chruničeva vyráběl Čelomějovy stanice Almaz i jejich pozdější bezpilotní modifikace, trupy stanic Saljut, lodi TKS, v 80. letech i moduly Miru a ISS odvozené od TKS. Roku 1981 přešla konstrukční kancelář i se závodem do podřízenosti NPO Eněrgija pod názvem KB Saljut. Od roku 1988 byla KB Saljut základem samostatného NPO Experimentálního strojírenství. Od roku 1991 byly KB Saljut a Závod Chruničeva dvě samostatné společnosti.

### GKNPC Chruničeva

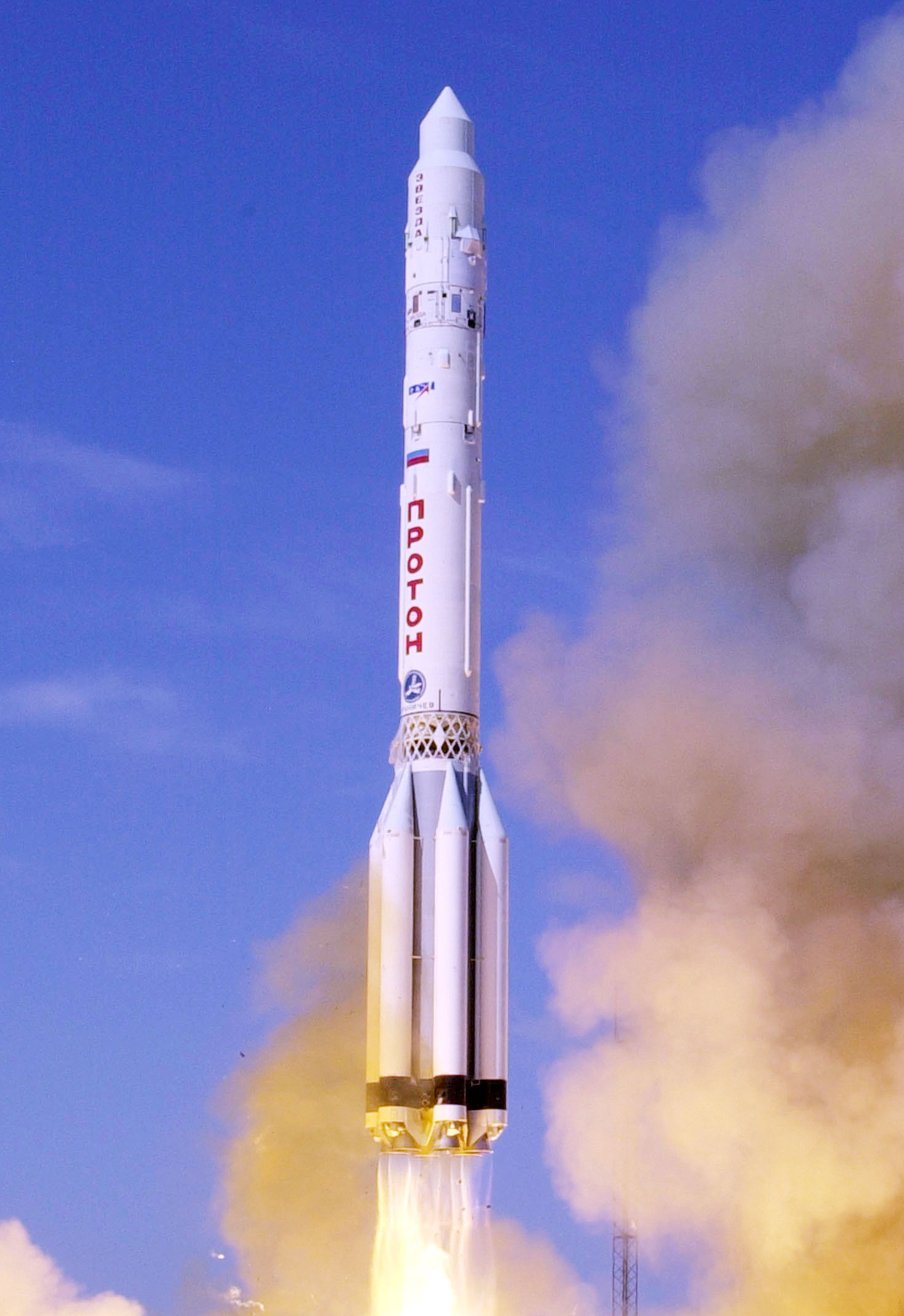
Raketa Proton

GKNPC Chruničeva vznikl na základě výnosu prezidenta Jelcina ze 7. července 1993 sloučením KB Saljut a Závodu Chruničeva. V prosinci 2007 byly ještě připojeny omské „PO Poljot“, moskevské „MPKO Dlina“ a „Voroněžský mechanický závod“ a v lednu 2008 „KB chemického strojírenství A. I. Isajeva“ v Koroljovu.
V 90. letech pokračovala produkce raket Proton, Byla vyvinuta modernizovaná varianta Proton M s nosností 6 tun na dráhu přechodovou ke geostacionární. Její první start proběhl 7. dubna 2001.
Roku 1993 GKNPC Chruničeva, RKK Eněrgija a Lockheed-Martin založili společný podnik International Launch Services (ILS) určený k zabezpečení programu Sea Launch (Mořský start).
Roku 1995 mohl být po několika letech zastavení prací konečně dokončen a vypuštěn Spektr, modul vesmírné stanice Mir, následující rok byl vypuštěn poslední modul Miru Priroda.
Rakety UR-100N (RS-18) vyřazované z výzbroje podnik upravil na nosné rakety Rokot. Na mezinárodním trhu nabízí služby Rokotů společnost Euroskot, společný podnik s německou DASA.
U Chruničevů vyvinuli a vyrobili urychlovací blok 12 KRB pro indickou raketu GSLV, poprvé byl použit roku 2001. Od roku 2004 spolupracují s jihokorejským výzkumným institutem pro letectví a vesmír na vývoji nosné rakety KSLV (první stupeň z Angary + korejský druhý stupeň). První start byl proveden v červenci 2009, po několika nezdařených pokusech se na konci ledna 2013 podařilo dostat do vesmíru první jihokorejskou družici. Jižní Korea však plánuje pracovat dále na svém vesmírném programu již sama.
Společnost vyvíjí rodinu raket Angara. Pro Angaru připravuje mnohonásobně použitelný urychlovací blok Bajkal.

## Složky
- V Moskvě:[7]
  - KB Saljut
  - Raketový a kosmický závod
  - Závod využití raketové a kosmické techniky
  - Závod lékařské techniky a zboží lidové potřeby
  - Chruničev telekom
  - MPKO Dlina
- Mimo Moskvu:[7]
  - KB Armatura (v Kovrovu)
  - NII kosmických systémů A. A. Maximova (v Koroljovu)
  - KB chemického strojírenství A. I. Isajeva (v Koroljovu)
  - Voroněžský mechanický závod
  - PO Poljot (v Omsku)
  - Proton PM (v Permu)
  - Letová zkušební základna Bajkonur
  - Letová zkušební základna Pleseck

## Ředitelé

### Ředitelé závodu
Ředitelé Russo-Baltského automobilového závodu, od 1924 Státního leteckého závodu č.5 Samoljot, od 1927 Leteckého závodu č. 22, od 1941 Leteckého závodu č. 23, od 1961 Závodu Chruničeva:
- Gavriil Vasiljevič Kulčickij 1916 – květen 1919 ředitel výstavby Russo-Baltského závodu ve Filách
- Ivan Stěpanovič Olenčuk 1920 – 1924 náčelník 5. automobilového závodu Russo-Balt
- Fjodor Sergejevič Malachov 1924 – 1927 ředitel Státního leteckého závodu č. 5 Samoljot, 1927 – 1931 ředitel leteckého závodu č. 22
- Sergej Petrovič Gorbunov 1931 – 1933 ředitel leteckého závodu č. 22
- Olga Alexandrovna Mitkevičová 1933 – 1935 ředitelka leteckého závodu č. 22
- Semjon Leonťjevič Margolin 1935 – 1936 ředitel leteckého závodu č. 22
- Vasilij Andrejevič Okulov březen 1938 – podzim 1941 ředitel leteckého závodu č. 22, prosinec 1941 – březen 1942 ředitel leteckého závodu č. 23
- Isaak Borisovič Iosilovič srpen 1942 – 1944 ředitel leteckého závodu č. 23
- Anatolij Tichonovič Treťjakov 1944 – 1946 ředitel leteckého závodu č. 23
- Sergej Michajlovič Leščenko 1946 – 1952 ředitel leteckého závodu č. 23
- Dmitrij Nikolajevič Osipov 1952 – 1960 ředitel leteckého závodu č. 23
- Michail Ivanovič Ryžich 1961 – 1975 ředitel Závodu Chruničeva
- Anatolij Ivanovič Kiseljov únor 1975 – 1993 ředitel Závodu Chruničeva,

### Ředitelé konstrukční kanceláře
Ředitelé konstrukční kanceláře OKB-23, od 1960 Filiálky č.1 OKB-52 (od 1966 CKBM), od 1981 KB Saljut:
- Vladimir Michajlovič Mjasiščev 1942 – 1946 hlavní konstruktér závodu č. 23 ve Filách, březen 1951 – 1960 ředitel a generální konstruktér OKB-23
- Viktor Bugajskij 1960 – 1973 hlavní konstruktér a ředitel Filiálky č. 1 OKB-52 (resp. CKBM) (a 1958 – 1973 zástupce generálního konstruktéra CKBM)
- Dmitrij Poluchin, 1973 – 1981 ředitel Filiálky č. 1 CKBM ve Filách (a 1. zástupce generálního konstruktéra CKBM), 1981 – 1988 ředitel a generální konstruktér KB Saljut (a 1981 –1984 zástupce generálního konstruktéra NPO Eněrgija), 1988 – 1991 generální konstruktér KB Saljut a generální ředitel NPO Experimentálního strojírenství, 1991 – v čele KB Saljut

### GKNPC Chruničeva
Generální ředitelé GKNPC Chruničeva:
- Anatolij Kiseljov 1993 – 2001
- Alexandr Medvěděv, únor 2001 – 2005
- Vladimir Něstěrov, od listopadu 2005